# NOiZ stAr
『nOiZ stAr』（ノイズ・スター）は、SuG通算2枚目のアルバム、初のフルアルバム。2008年5月14日発売。
発売元はPS MUSIC。

## 解説
キャッチコピーはヘヴィなリアルを笑い飛ばせ☆渾身の1st FULL ALBUMでSuG旋風の引き金を。
初回盤と通常盤の2タイプでのリリース。CDの収録曲に違いは無い。初回盤は5000枚限定リリースで、40ページの写真集と「Vi-Vi-Vi」のPVなどを収録したDVD付き。2010年2月1日には通常盤が再発売された。

## 収録曲
1. chocoholic n0iZ　[1:09]
2. b.r.k　[3:36]
3. 虚空　[4:16]
4. Vi-Vi-Vi　[4:49]
メジャーデビュー後、シングル「不完全Beautyfool Days」に再録されて収録された。
5. ヤミツキディレイ　[4:16]
6. 四季彩　[5:10]
7. RomantiC　[4:23]
8. 生欲HoLiC　[3:30]
9. CRIMSON SODA　[3:43]
10. うえすとふぁいとすと〜り〜　[3:56]
11. pikaLIFE　[3:21]

### 初回限定盤DVD
- Vi-Vi-Viプロモーション・ビデオ
- メンバーコメント

## 品番
- 初回盤：PSIS-91005
- 通常盤：PSIS-1005
- 通常盤（再発）：PSIS-50023